# Células lactotropas

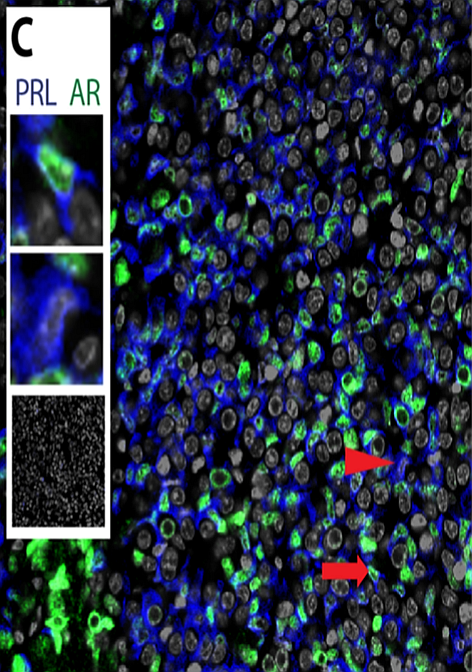
Lactotropas teñidas en azul, dentro de la hipófisis.

Las células lactotropas o lactotrofos también llamadas células PRL, son células secretoras del lóbulo anterior de la hipófisis, que se agrupan a lo largo de los capilares fenestrados.  Sintetizan almacenan y secretan la hormona prolactina la cual actúa sobre la glándula mamaria para producir leche materna.

## Características
Las lactotrofas representan el 20% del total de las células del lóbulo anterior de la glándula hipófisis y son las encargadas de la secreción de la hormona prolactina.

## Estructura

### Microaquitectura

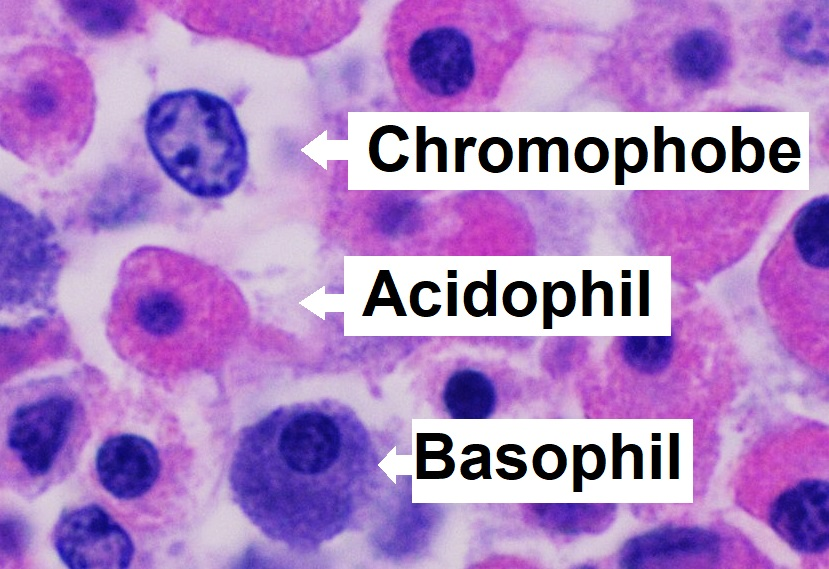
Acidophil = Lactotropa acidófila. Secretora de Prolactina.

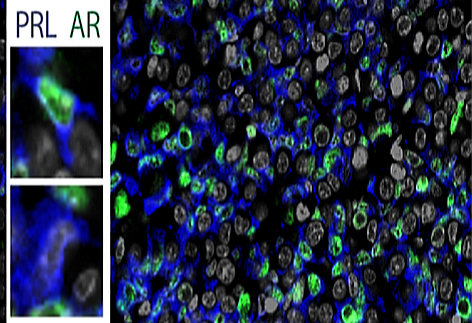
Lactotropas: con tinción para PRL= Prolactina (en azul). Inmunofluorescencia.

Con el microscopio óptico y la tinción H&E se ven como células acidófilas de color rosado.

Morfológicamente son células poliédricas con un núcleo ovalado central, su retículo endoplásmico rugoso y aparato de Golgi se hipertrofian durante el periodo de lactancia debido a la producción de prolactina.

Las células lactótropas constituyen alrededor del 15% de las células que se tiñen (células cromafines o cromofilas).

## Función
Las células lactotrofas de la adenohipófisis, sintetizan, almacenan y secretan la hormona pro-lactógena Prolactina.

La prolactina es una de las hormonas trópicas (de la raíz griega τρόπος tropos, que significa ‘en dirección’ o ‘rumbo a’), también conocida como hormona mamotrópica hipofisaria, mamotropina u hormona lactógena hipofisaria, que estimula la glándula mamaria para la secreción de leche materna.

Un concepto algo diferente es el de acción trófica (del griego τροφικός trophicos 'alimento de' o 'nutrición a'), que ilustra la idea de que la mamotrofina como hormona trófica alimenta o hace crecer a su célula objetivo de la glándula mamaria, es decir que controla la función de las células epiteliales del acino mamario.

## Regulación
En las células lactotropas la síntesis y liberación de prolactina está mediada por la hormona liberadora de tirotropina (TRH) secretada por el hipotálamo y el péptido inhibidor vasoactivo (VIP) secretado por células duodenales. El neurotransmisor dopamina secretado por el núcleo arcuato del hipotálamo inhibe la liberación de la prolactina en las células lactotropas.
Experimentos in vitro con otras substancias como péptido intestinal vasoactivo, GABA, oxitocina, somatostatina, neurotensina, colecistoquinina, bombesina y angiotensina II han demostrado que aumentan la prolactina, pero sus implicaciones fisiológicas no son claras.
Los estrógenos se producen en el cerebro y actúan localmente en este sitio de forma paracrina y autocrina. El estradiol actúa en el control y la proliferación de las células productoras de prolactina (lactotrofas), ya que induce su proliferación. Se observan cambios morfológicos como la hipertrofia de los orgánulos celulares, con evidencia de hiperactividad e hiperplasia de las células de prolactina.  La transformación local de andrógenos en estradiol por la enzima aromatasa, mantiene la población de células de prolactina (lactotropas) en la hipófisis masculina, a través de la aromatización hipofisaria de testosterona a estradiol. 

## Patología
Las células lactotropas pueden derivar en un crecimiento anormal (neoplasia), originando los  denominados prolactinomas, un tipo de adenoma hipofisiario hipersecretor de prolactina.